# 男子の本懐
『男子の本懐』（だんしのほんかい）は、城山三郎の長編小説、およびこれを原作としたNHK総合テレビジョンのテレビドラマ。

## 概要
1979年3月から11月まで8か月にわたって『週刊朝日』に連載後に、1980年1月『城山三郎全集』（新潮社）の第1巻に収録、新潮文庫でも刊行。昭和初年に金解禁を断行した濱口雄幸（当時首相）と井上準之助（当時大蔵大臣）を主人公とした歴史経済小説。濱口は狙撃事件ののちその際の傷が遠因となって死去するが、これをかねて、殺されることがあっても男子の本懐だと述べていたことが題名の意味である。
1981年1月4日20:00-22:35、NHK総合テレビで新春ドラマスペシャルとして放送され、濱口を北大路欣也、井上を近藤正臣が演じた。第36回芸術祭優秀賞受賞作品。

## キャスト
- 濱口雄幸 - 北大路欣也[1]
- 濱口夏 - 檀ふみ
- 井上準之助 - 近藤正臣
- 井上チヨ - 藤真利子
- 伊東四朗
- 小泉又次郎 - 佐野浅夫
- 森下愛子
- 勝野洋
- 田崎潤
- 吉田日出子
- 佐々木すみ江
- 若槻礼次郎 - 竜崎勝
- 矢崎滋
- 草薙幸二郎
- 保科三良
- 北浦昭義
- 中原早苗
- 平田昭彦
- 梅野泰靖
- 橋本功
- 小林勝也
- 森田順平
- 石田信之
- 語り・小高昌夫アナウンサー

## スタッフ
- 制作：近藤晋
- 演出：村上佑二
- 主な脚本：山内久
- 音楽：湯浅譲二
- 演奏：東京コンサーツ
- 協力：高知県高知市、大分県日田市、日本銀行、日本国有鉄道[2]